# John Wilson (Politiker, 1956)

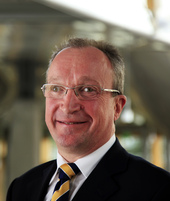
John Wilson

John Wilson (* 28. November 1956 in Falkirk) ist ein schottischer Politiker und Mitglied der Scottish National Party (SNP).

## Leben
Wilson besuchte die Camelon High School in Falkirk und war anschließend für elf Jahre für einen Karosseriebauer tätig. Als seine Stelle abgebaut wurde, zog er nach Coatbridge und besuchte zunächst das Coatbridge College, dann die Universität Glasgow, die er mit einem Masterabschluss in Politik und Wirtschaftsgeschichte verließ. 1978 kandidierte er erstmals für den Regionalrat und war von 1980 bis 1984 Mitglied des Rates von Falkirk für die Labour Party. 1999 trat Wilson der SNP bei.

## Politischer Werdegang
Erstmals trat Wilson bei den Unterhauswahlen 2001 zu nationalen Wahlen an. Er vertrat den Wahlkreis Hamilton South, den er jedoch nicht gegen den Labour-Kandidaten Bill Tynan für sich entscheiden konnte. Zu den Schottischen Parlamentswahlen 2003 kandidierte Wilson für den Wahlkreis Hamilton South, konnte sich aber nicht gegen den Labour-Kandidaten Tom McCabe durchsetzen. Zu den Unterhauswahlen 2005 trat Wilson für den Wahlkreis Lanark and Hamilton East an, konnte nach den Kandidaten der Labour Party und der Liberal Democrats jedoch nur dir dritthöchste Stimmenanzahl für sich verbuchen.
Ursprünglich war Wilson bei den Parlamentswahlen 2007 abermals als Kandidat für Hamilton South vorgesehen, trat jedoch zu Gunsten Christina McKelvies zurück. Auf der Regionalwahlliste der SNP für die Wahlregion Central Scotland nahm er den sechsten Rang ein. Da der auf Rang zwei stehende Michael Matheson das Direktmandat des Wahlkreises Falkirk West errang, gehörte Wilson zu den fünf Abgeordneten der SNP, die für Central Scotland in das Parlament einzogen. Im Zuge der Wahlkreisreform 2011 wurde der Wahlkreis Hamilton South abgeschafft und Wilson kandidierte zu den Parlamentswahlen 2011 für den Wahlkreis Coatbridge and Chryston. Er unterlag der Labour-Politikerin Elaine Smith deutlich, zog jedoch abermals über der die Regionalliste für Central Scotland in das Parlament ein.
Am 23. September 2014 trat Wilson aus der SNP aus und gehört dem Parlament als Parteiloser an. Als Grund für seinen Austritt gab er das Vorhaben der SNP an, im Falle einer Abspaltung Schottlands vom Vereinigten Königreich den NATO-Beitritt anzustreben. Argumentativ folgte er damit seinen Parteikollegen John Finnie und Jean Urquhart, die bereits rund zwei Jahre zuvor die Partei verließen. Wie auch Finnie schloss sich Wilson wenige Monate später der Scottish Green Party an, verblieb jedoch im Parlament formal parteilos. Zu den Wahlen 2016 trat Wilson für die Green Party im Wahlkreis Coatbridge and Chryston an. Infolge des Wahlergebnisses schied er aus dem Parlament aus.